# Valeriana stricta
Valeriana stricta är en kaprifolväxtart som beskrevs av Dominique Clos. Valeriana stricta ingår i släktet vänderötter, och familjen kaprifolväxter. Inga underarter finns listade i Catalogue of Life.